# 辛歐曼
辛歐曼（Aman Singh，？—），加拿大政治人物，2020年-24年間以卑詩新民主黨黨員身份擔任卑詩省議會列治文—昆士堡選區議員，2022年-24年間任職卑詩省環境議會秘書。他是該省首名裹頭巾的錫克人省議員。

## 生平
辛歐曼於印度旁遮普邦蘇爾坦普爾洛迪出生，一歲時隨家人遷居香港，在當地居住至18歲。他略懂粵語，亦能講英語、印地語和旁遮普語。他於柏克萊加州大學修讀物理和人類學，後從維多利亞大學取得法律學位，學成後開設律師事務所，主攻人權和民權法。他曾居於卑詩省列治文達23年，後則改居於三角洲的陽光山社區。
他於2017年省選中代表新民主黨競逐新成立的卑詩省議會列治文—昆士堡選區議席，僅以134票之差敗予自由黨候選人周豪傑。兩人於2020年省選中再度對壘，這次則由辛歐曼勝出。他於2022年12月7日獲省長尹大衛任命為環境議會秘書，支援環境及氣候變化策略廳長賀佐治。2024年省選他在列治文—昆士堡選區敗予卑詩保守黨候選人顧思言而未能連任省議員。
辛歐曼與妻子卡特里娜（Katrina）育有一名女兒。他於2021年8月確診患上結腸癌，後經歷放射性治療和化療，並進行手術切除腫瘤。

## 外部連結
- （英文）卑詩省議會網站 辛歐曼議員簡介 （页面存档备份，存于）